# Delphacodes boldi
Delphacodes boldi är en insektsart som först beskrevs av Scott 1870.  Delphacodes boldi ingår i släktet Delphacodes och familjen sporrstritar. Inga underarter finns listade i Catalogue of Life.